# تپه ساری قوری خان
 تپه ساری قوری خان مربوط به هزاره اول (پیش از میلاد) - دوره اسلامی قرن ۶ تا ۸ ه.ق است و در شهرستان تکاب، بخش مرکزی، دهستان کرفتو، روستای ساری‌قورخان واقع شده است. این اثر در تاریخ ۳۰ دی ۱۳۸۵ با شمارهٔ ثبت ۱۶۸۱۶ به عنوان یکی از آثار ملی ایران به ثبت رسیده است.